# 鹦鹉洲
鹦鹉洲是位于湖北省武汉市长江边一处因江水冲積而形成的沙洲。传说因东汉末年的狂士祢衡一首鹦鹉赋而出名。不过因年代久远和自然原因，现代鹦鹉洲已不是古鹦鹉洲。

## 史蹟
古代鹦鹉洲是位于长江江心的一片沙洲。因为站在黄鹤楼上俯览长江景色的时候可以将其包揽在眼内，所以常常出现在唐诗宋词之中。比较著名的有崔颢的黄鹤楼一诗中提到“晴川历历汉阳树，芳草萋萋鹦鹉洲”在明朝末年，古鸚鵡洲被江水淹沒。其具體方位記錄不詳。
現在在漢陽的鸚鵡洲是清乾隆年間長江沖沙累積而成的一處新沙洲。初時被稱爲補課洲，后改名為鸚鵡洲又于光緒年間在這裡修築彌衡墓。到了清末民國初年的時候，鸚鵡洲曾是長江流域最大的竹子交易地。

## 現況
武汉鹦鹉洲长江大桥通過鸚鵡洲連接長江兩岸，2014年12月28日，历经3年多建设施工，由中国中铁大桥局承建的武汉鹦鹉洲长江大桥正式通车。

## 題詠
- 鸚鵡洲（唐・李白）

鸚鵡來過吳江水，江上洲傳鸚鵡名。

鸚鵡西飛隴山去，芳洲之樹何青青。

烟開蘭葉香風暖，岸夾桃花錦浪生。

遷客此時徒極目，長洲孤月向誰明。

- 鸚鵡洲即事（唐・崔塗）

悵望春襟鬱未開，重吟鸚鵡益堪哀。

曹瞞尚不能容物，黃祖何曾解愛才。

幽島暖聞燕鴈去，曉江晴覺蜀波來。

何人正得風濤便，一點輕帆萬里迴。

- 鸚鵡洲（元・陳孚）

大江東南來，孤洲屹枯蘚。

中有千載人，殘骨寄偃蹇。

貽漢黨錮禍，薦紳半摧殄。

況復啖葛奴，盡使羽翼翦。

天乎鸞鳳姿，乃此侶猰犬。

想當落筆時，酒酣玉色洗。

鸚鵡何足詠，僅以雕蟲顯。

我來策蓬顆，清淚悽以泫。

尚悵迷幾先，不為無道卷。

賢哉龎徳公，一犁老襄峴。